# Mykoła Ansimow
Mykoła Iwanowycz Ansimow, ukr. Микола Іванович Ансімов, ros. Николай Иванович Ансимов, Nikołaj Iwanowicz Ansimow (ur. 1913 w Gorłowce, w guberni jekaterynosławskiej, Imperium Rosyjskie, zm. 19??) – ukraiński piłkarz, grający na pozycji obrońcy, trener piłkarski.

## Kariera piłkarska

### Kariera klubowa
W 1945 bronił barw Stachanowca Stalino.

## Kariera trenerska
Po zakończeniu kariery piłkarskiej rozpoczął pracę szkoleniowca. Najpierw pracował w grupie przygotowania Szachtara Stalino. Na początku 1960 dołączył do sztabu szkoleniowego Azowstali Żdanow. W sierpniu 1961 stał na czele żdanowskiego klubu, którym kierował do końca 1961.